# Reuss (rzeka)
Reuss – rzeka w Szwajcarii w dorzeczu Renu, prawy dopływ Aare. Długość 159 km (lub 164 km według innych danych). Czwarta co do wielkości rzeka Szwajcarii.
Reuss posiada źródła w Alpach Lepontyńskich, powstaje z połączenia Furkareuss i Gotthardreuss w Hospental. Wpada do Aare koło miasta Windisch. Przepływa przez Jezioro Czterech Kantonów oraz miasta: Lucerna, Emmen i Bremgarten. Prawymi dopływami Reuss są: Unteralpreuss, Schächen i Lorze. Lewe dopływy to: Göschener Reuss, Meienreuss i Kleine Emme.
Doliną Reuss biegnie linia kolejowa i droga samochodowa przecinająca w poprzek Alpy (z doliny górnego Renu do przełęczy Świętego Gotarda).